# Bogomir Deželak
Bogomir Deželak, slovenski ekonomist, * 27. avgust 1922, Ljubljana, † 2012, Maribor?
Diplomiral je 1949 na ekonomski fakulteti v Zagrebu ter 1967 doktoriral na Visoki šoli za ekonomijo v Berlinu (NDR). Leta 1980 je bil izvoljen za rednega profesorja na mariborski Višji ekonomsko-komercialni šoli (VEKŠ) in hkrati postal  še predstojnik Inštituta za marketing pri VEKŠ, pred tem pa je bil zaposlen na Ekonomski srednji šoli in v Gospodarski zbornici v Mariboru.
Leta 1991 je bil imenovan za zaslužnega profesorja Univerze v Mariboru.